# 固始科技馆
32°12′24″N 115°38′28″E / 32.20673°N 115.64123°E
固始科技馆位于河南省固始县百川路，是一座以“科技·生态·未来”为主题的科普教育场所。该馆于2018年开工建设，委托安达创展公司运营，2020年8月开始面向受邀团体开放，2020年9月面向公众免费开放。展馆与固始县青少年活动中心、老干部活动中心合建，地上五层、地下一层，科技馆部分总面积12985平方米，其中布展面积9150平方米、展品297件。
截至2022年7月，开放近两年来共接待游客81万人次。
|  |  |